# Тальяферро, Уильям
Уильям Бут Тальяферро (англ. William Booth Taliaferro; 28 декабря 1822 — 27 февраля 1898) — офицер армии США, юрист, легислатор и генерал армии Конфедерации во время Гражданской войны в США.

## Молодые годы
Уильям Тальяферро (который произносил свою итальянскую фамилию как «tah'-liver») родился в округе Глостер, Вирджиния, в знатной семье англо-итальянского происхождения. Его предки поселились в Вирджинии в XVII веке. Он был племянником Джеймса Седдона, который стал военным секретарем Конфедерации при Джефферсоне Дэвисе. Тальяферро окончил Гарвардский университет, а в 1841 году — «Уильям и Мэри Колледж».
Тальяферро вступил в армию США во время Мексиканской войны и сражался в 11-м и 9-м пехотных полках. После войны он вернулся к гражданской жизни, служил в палате представителей Вирджинии. Он также продолжил военную карьеру в качестве командира дивизии Вирджинского ополчения. Он присутствовал в Харперс-Ферри во время восстания Джона Брауна.

## Гражданская война
После сецессии Вирджинии Тальяферро стал полковником 23-го Вирджинского пехотного полка. Он принял участие в нескольких сражениях 1861 года и в конце года был повышен до бригадного генерала. Его бригада состояла из трех Вирджинских полков:
- 10-й Вирджинский полк (полк. Эдвард Уоррен).
- 23-й Вирджинский полк.
- 37-й Вирджинский полк (майор Уильямс).

Эта бригада была включена в состав дивизии Уильяма Лоринга, и в декабре была отправлена на соединение с армией Джексона в Винчестере. В январе 1862 года бригада Тальяферро участвовала в экспедиции Джексона в Ромни.
В ходе экспедиции Самуэль Фалкерсон, командир 37-го Вирджинского полка, отправил в военный департамент жалобу на действия генерала Джексона, и Тальяферро подтвердил слова Фалкерсона, что привело к вмешательству военного секретаря в управление войсками, и к конфликту Джексона и секретаря, который перерос в конфликт между генералом Томасом Джексоном и Лорингом (Так называемый «Инцидент Джексона-Лоринга»). В итоге военный департамент перевёл Лоринга на юго-запад, а бригада Тальферро вошла в состав армии Джексона. Она приняла участие, в частности, в кампании в долине Шенандоа. Часть его полков была переведена в бригаду Фалкерсона, но Тальяферро но иногда принимал командование этой бригадой, а иногда сдавал командование из-за болезни. Так, 23 мая он сдал командование полковнику Фалкерсону. 9 августа он принял командование дивизией Джексона после гибели генерала Уиндера, участвовал в сражении у Кедровой горы и 30 августа был серьёзно ранен во Втором сражении при Булл-Ран. Булл-Ран стал последним сражением, где Тальяферро служил при Джексоне. Ранение вывело Тальяферро из строя до декабря 1862 года.
Тальяферро участвовал в сражении при Фредериксберге, однако его дивизия стояла на правом фланге Северовирджинской армии и не была задействована в бою. После Фредериксберга его перевели в Саванну.
13 июля 1863 года Тальяферро возглавил гарнизон форта Вагнер на острове Морриса и 18 июля командовал обороной форта во время второго штурма форта Вагнер. Два его северокаролинских полка выдержали атаку целой федеральной дивизии, поддержанной огнём с моря.
В 1864 году ему поручили командовать всеми войсками в Восточной Флориде, в результате чего он стал главным командующим в сражении при Оласти в феврале того года. Потом он временно вернулся в Южную Каролину, где стал главнокомандующим войсками штата. Он еще находился в этой должности, когда в штат вторглась армия Уильяма Шермана. Тальяферро вернулся в Вирджинию, где его армия сдалась в 1865 году.

## Послевоенная деятельность
После войны Тальяферро жил в округе Глостер. Он снова служил в законодательном собрании и судьей. Он умер в своём доме в возрасте 75 лет и похоронен на Мэри-Чёрч-Сементери в округе Глостер. Бумаги его личного архива хранятся в «Уильям и Мэри Колледже».